# قرار مجلس الأمن التابع للأمم المتحدة رقم 103
قرار مجلس الأمن التابع للأمم المتحدة رقم 103، الذي اعتمد في 3 ديسمبر 1953، أوصى الجمعية العامة السماح لسان مارينو بأن تصبح طرفا في محكمة العدل الدولية إذا استوفت الشروط التالية: (أ) قبول حكم النظام الأساسي لمحكمة العدل الدولية، (ب) قبول جميع التزامات العضو في الأمم المتحدة بموجب المادة 94 من الميثاق، و (ج) التعهد بالمساهمة في نفقات المحكمة حيث ستتمكن الجمعية العامة من الوصول من وقت لآخر بعد التشاور مع حكومة سان مارينو.
تم تبني القرار بعشرة أصوات، في حين امتنع الاتحاد السوفياتي.